# Liste der Stolpersteine in der Provinz Varese

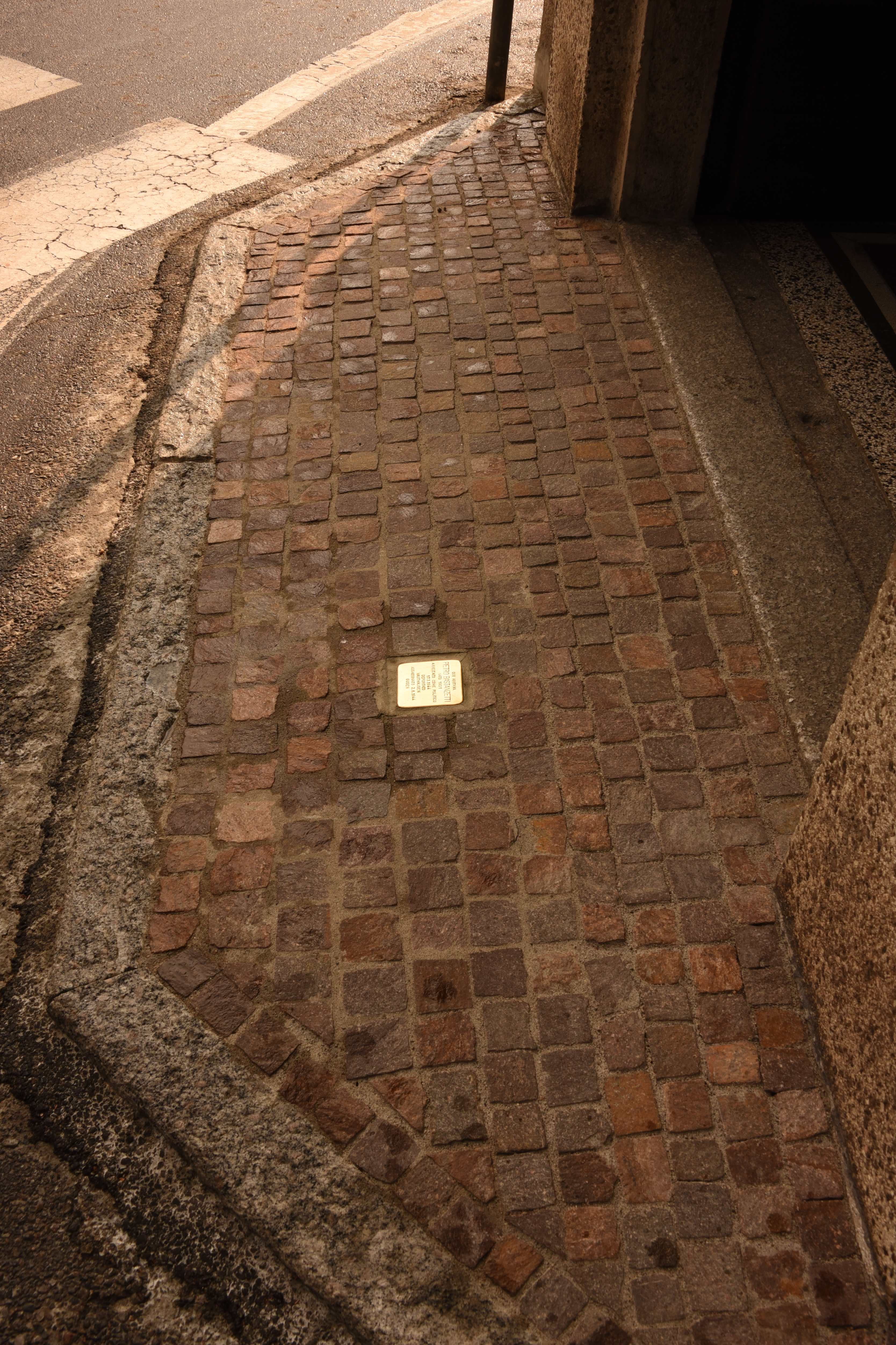
Stolperstein in Saronno

Die Liste der Stolpersteine in der Provinz Varese enthält die Stolpersteine, die vom deutschen Künstler Gunter Demnig in der norditalienischen Provinz Varese verlegt wurden. Diese Provinz liegt in der Region Lombardei. Stolpersteine erinnern an das Schicksal der Menschen, die von deutschen Nationalsozialisten ermordet, deportiert, vertrieben oder in den Suizid getrieben wurden. Sie liegen im Regelfall vor dem letzten selbstgewählten Wohnsitz des Opfers. Die ersten Verlegungen in der Provinz Varese erfolgte am 19. Januar 2017 in Tradate. Die italienische Übersetzung des Begriffes Stolpersteine lautet: pietre d’inciampo.

## Verlegte Stolpersteine
Die Tabellen sind teilweise sortierbar; die Grundsortierung erfolgt alphabetisch nach dem Familiennamen.

### Busto Arsizio
In Busto Arsizio wurden sechs Stolpersteine verlegt. 
| Stolperstein | Verlegeort | Verlegeort                   | Name, Leben                   |
| ------------ | --- | ---------------------------- | ----------------------------- |
|              | HIER ARBEITETE VITTORIO ARCONTI JG. 1901 VERHAFTET 10.1.1944 DEPORTIERT MAUTHAUSEN ERMORDET 29.11.1944 HARTHEIM | Via Magenta, 6 Busto Arsizio | Vittorio Arconti (1901–1944)  |
|              | HIER ARBEITETE GIACOMO BIANCINI JG. 1923 VERHAFTET 10.1.1944 DEPORTIERT EBENSEE-MAUTHAUSEN BEFREIT              | Via Magenta, 6 Busto Arsizio | Giacomo Biancini (1918–19)    |
|              | HIER ARBEITETE ARTURO CUCCHETTI JG. 1901 VERHAFTET 10.1.1944 DEPORTIERT MAUTHAUSEN ERMORDET 25.4.1944 GUSEN     | Via Magenta, 6 Busto Arsizio | Arturo Cucchetti (1901–1944)  |
|              | HIER ARBEITETE AMBROGIO GALLAZZI JG. 1910 VERHAFTET 10.1.1944 DEPORTIERT GUSEN ERMORDET 20.4.1944 MAUTHAUSEN    | Via Magenta, 6 Busto Arsizio | Ambrogio Gallazzi (1910–1944) |
|              | HIER ARBEITETE ALVISE MAZZON JG. 1907 VERHAFTET 10.1.1944 DEPORTIERT MAUTHAUSEN BEFREIT GUSEN                   | Via Magenta, 6 Busto Arsizio | Alvise Mazzon (1907–)         |
|              | HIER ARBEITETE GUGLIELMO TOIA JG. 1914 VERHAFTET 10.1.1944 DEPORTIERT MAUTHAUSEN BEFREIT GUSEN                  | Via Magenta, 6 Busto Arsizio | Guglielmo Toia (1914–)        |

### Cunardo
In Cunardo wurde ein Stolperstein verlegt.
| Stolperstein | Verlegeort                                                                                 | Verlegeort                 | Name, Leben                |
| ------------ | ------------------------------------------------------------------------------------------ | -------------------------- | -------------------------- |
|              | HIER WOHNTE DANTE MANDELLI GEBOREN 1897 DEPORTIERT 1944 MAUTHAUSEN ERMORDET 2.1.1945 GUSEN | Piazza IV Novembre Cunardo | Dante Mandelli (1897–1945) |

### Fagnano Olona
In Fagnano Olona wurden an einer Adresse vier Stolpersteine verlegt. 
| Stolperstein | Verlegeort | Verlegeort                              | Name, Leben                      |
| ------------ | --- | --------------------------------------- | -------------------------------- |
|              | IN FAGNANI OLONA WOHNTE FRANCO CAGNOLA JG. 1918 VERHAFTET 4.11.1944 DEPORTIERT DACHAU BEFREIT                  | Piazza Alfredo Di Dio, 12 Fagnano Olona | Franco Cagnola (1918–19)         |
|              | IN FAGNANI OLONA WOHNTE ANNIBALE CASTIGLIONI JG. 1912 VERHAFTET 2.11.1944 DEPORTIERT DACHAU ERMORDET 25.1.1945 | Piazza Alfredo Di Dio, 12 Fagnano Olona | Annibale Castiglioni (1912–1945) |
|              | IN FAGNANI OLONA WOHNTE PIERO FERIOLI JG. 1922 VERHAFTET 1944 DEPORTIERT DACHAU ERMORDET 20.4.1945             | Piazza Alfredo Di Dio, 12 Fagnano Olona | Piero Ferioli (1922–1945)        |
|              | IN FAGNANI OLONA WOHNTE UGO LOMAZZI JG. 1923 VERHAFTET 4.11.1944 DEPORTIERT DACHAU BEFREIT                     | Piazza Alfredo Di Dio, 12 Fagnano Olona | Ugo Lomazzi (1922–1945)          |

### Gallarate
In Gallarate wurden drei Stolpersteine an drei Adressen verlegt. Nachdem es zu Beschmierungen mit Hakenkreuzen gekommen war, wurde im Juli 2022 beschlossen alle drei Stolpersteine mit einer Videokamera zu überwachen.
| Stolperstein | Verlegeort | Verlegeort                            | Name, Leben                              |
| ------------ | --- | ------------------------------------- | ---------------------------------------- |
|              | HIER WOHNTE VITTORIO ARCONTI GEBOREN 1901 VERHAFTET 10.1.1944 DEPORTIERT MAUTHAUSEN ERMORDET 29.11.1944 SCHLOSS HARTHEIM | Via Mameli/Via Curioni Gallarate      | Vittorio Arconti (1901–1944)             |
|              | HIER WOHNTE LOTTE FROEHLICH MAZZUCCHELLI GEBOREN 1904 VERHAFTET 15.9.1943 ERMORDET 22.9.1943 MEINA                       | Piazza Garibaldi/Via Turati Gallarate | Lotte Froehlich Mazzucchelli (1904–1943) |
|              | HIER WOHNTE CLARA PIRANI CARDOSI GEBOREN 1899 VERHAFTET 12.5.1944 DEPORTIERT AUSCHWITZ ERMORDET 6.8.1944                 | Via del Popolo/Via Palestra Gallarate | Clara Pirani Cardosi (1899–1944)         |

### Induno Olona
In Induno Olona wurden zwei Stolpersteine verlegt.
| Stolperstein | Verlegeort | Verlegeort                             | Name, Leben                    |
| ------------ | --- | -------------------------------------- | ------------------------------ |
|              | HIER WOHNTE EMILIO COMI GEBOREN 1902 VERHAFTET 14.11.1943 DEPORTIERT MAUTHAUSEN ERMORDET 3.1.1945 GUSEN                   | Via Gian Pietro Porro, 32 Induno Olona | Emilio Comi (1902–1945)        |
|              | HIER WOHNTE GIUSEPPE SULMINCIO GEBOREN 1910 VERHAFTET 14.11.1943 DEPORTIERT MAUTHAUSEN ERMORDET 6.4.1945 WIEN-FLORIDSDORF | Via Gian Pietro Porro, 32 Induno Olona | Giuseppe Sulmincio (1910–1945) |

### Luino
In Luino wurden fünf Stolpersteine an vier Adressen verlegt.
| Stolperstein | Verlegeort | Verlegeort                    | Name, Leben                    |
| ------------ | --- | ----------------------------- | ------------------------------ |
|              | HIER WOHNTE BRUNO BALZARINI GEBOREN 1901 VERHAFTET 12.2.1944 INTERNIERT IN FOSSOLI MAUTHAUSEN ERMORDET 12.7.1944 CARPI (MO) | Via XXV Aprile, 19 Luino      | Bruno Balzarini (1901–1944)    |
|              | HIER WOHNTE VITTORIO LUPANO GEBOREN 1919 VERHAFTET 10.2.1944 DEPORTIERT MAUTHAUSEN ERMORDET 3.12.1944 SCHÖRGENHUB           | Viala Amendola, 12 Luino      | Vittorio Lupano (1919–1944)    |
|              | HIER WOHNTE AURELIO MORO GEBOREN 1905 VERHAFTET 28.2.1944 DEPORTIERT MAUTHAUSEN ERMORDET 24.4.1945 GUSEN                    | Via S. Pietro, 16 Luino       | Aurelio Moro (1905–1945)       |
|              | HIER WOHNTE GUGLIELMO SATRIANI GEBOREN 1908 VERHAFTET 10.1.1944 DEPORTIERT MAUTHAUSEN ERMORDET 24.11.1944 GUSEN             | Via Vittorio Veneto, 22 Luino | Guglielmo Satriani (1908–1944) |
|              | HIER WOHNTE ORLANDO VISCHI GEBOREN 1914 VERHAFTET 11.2.1944 DEPORTIERT MAUTHAUSEN ERMORDET 10.3.1945 GUSEN                  | Via XXV Aprile, 19 Luino      | Orlando Vischi (1914–1945)     |

### Mesenzana
In Mesenzana wurde ein Stolperstein verlegt.
| Stolperstein | Verlegeort                                                                                         | Verlegeort                         | Name, Leben              |
| ------------ | -------------------------------------------------------------------------------------------------- | ---------------------------------- | ------------------------ |
|              | HIER WOHNTE LUIGI BONOMI GEBOREN 1920 VERHAFTET 17.1.1944 DEPORTIERT MAUTHAUSEN ERMORDET 26.4.1945 | Via Pianazzo e Piatta, 8 Mesenzana | Luigi Bonomi (1920–1945) |

### Samarate
In Samarate wurde ein Stolperstein verlegt.
| Stolperstein | Verlegeort                                                                            | Verlegeort                | Name, Leben                 |
| ------------ | ------------------------------------------------------------------------------------- | ------------------------- | --------------------------- |
|              | HIER WOHNTE AMEDEO MAGNAGHI GEBOREN 1893 DEPORTIERT 1944 MAUTHAUSEN ERMORDET 6.1.1945 | Via Volturno, 35 Samarate | Amedeo Magnaghi (1893–1945) |

### Saronno
In Saronno wurden zwei Stolpersteine an zwei Adressen verlegt.
| Stolperstein | Übersetzung | Verlegeort     | Name, Leben |
| ------------ | --- | -------------- | --- |
|              | HIER WOHNTE PIETRO BASTANZETTI GEBOREN 1901 VERHAFTET AUS POLITISCHEN GRÜNDEN 17.3.1944 DEPORTIERT MAUTHAUSEN ERMORDET 2.6.1944 GUSEN | Via Ramazzotti | Pietro Bastanzetti wurde am 19. August 1901 in Vittorio Veneto geboren, wuchs aber in Mailand auf, wo seine Familie 1902 hinzog. Mit zwölf Jahren begann er zu arbeiten, abends besuchte er die Abendschule und schaffte den Mittelschulabschluss. Schließlich arbeitete er als Abteilungsleiter bei der Motomeccanica in der Via Oglio. 1932 heiratete er Agnese Banfi und sie zogen 1934 nach Saronno. Bastanzetti und seine Frau wurden Eltern zweier Söhne, Giancarlo (geboren 1935) und Maurizio (geboren 1938) 1943 wurde er in den Betriebsrat gewählt. Er beteiligte sich an der Organisation der Streiks in den Jahren 1943 und 1944 und widmete sich dem antifaschistischen Kampf. Bastanzetti wurde am 17. März 1944 verhaftet, zuerst im Gefängnis San Vittore, Mailand, inhaftiert und drei Tage später nach Bergamo gebracht. Dort kann ihn seine Familie noch ein paar mal besuchen, einmal in Begleitung eines Mitarbeiters von Pietro Bastanzetti. Dieser schlägt einen Austausch vor, da er keine Familie hatte, wollte er für Bastanzetti in Haft gehen, doch dieser lehnte den Austausch ab. Am 5. April 1944 wurden 400 Menschen von Bergamo in das KZ Mauthausen deportiert, unter ihnen auch Pietro Bastanzetti. Am 8. April kamen die Gefangenen in Mauthausen an, Bastanzetti erhielt die Häftlingsnummer 61562 und wurde im Außenlager Gusen in der Werkstatt der Messerschmitt-Werke als Zwangsarbeiter eingesetzt. Die Bedingungen im Lager verschlechterten seinen Gesundheitszustand rapide. Am 1. Juni 1944 trugen ihn zwei Mithäftlinge ins Krankenrevier, mit Schlägen und Tritten wurde der mit 39,5 Grad fiebernde wieder rausgeworfen. Pietro Banstanzetti verlor sein Leben nur wenige Stunden später, am nächsten Tag sahen die zwei Mithäftlinge, die ihn ins Krankenrevier getragen hatten, seine Leiche auf einem Leichenhaufen vor dem Krematorium. Ein Brief an seine Mutter vom März 1944 ist erhalten geblieben: „Ich vertraue Dir meine Kinder an, damit sie unter Deiner und der Obhut ihrer Mutter zu guten, tugendhaften, gerechten, an Körper und Geist gesunden Menschen heranwachsen, auf dass sie zu Verteidigern der Erniedrigten und Helfern der Armen werden und dass alles Gute, das von ihnen kommt, nicht dem Eigeninteresse entspringt. Gott ist mein Zeuge, wie ich sie liebe, und dennoch wünsche ich eher ihren Tod, als dass sie zu diesem Abschaum der Menschheit gehören, der so viel Schlechtes getan hat und gegenwärtig tut.“ – Pietro Bastanzetti, 23. März 1944 |
|              | HIER WOHNTE LUIGI CARONNI GEBOREN 1906 VERHAFTET 3.3.1944 DEPORTIERT 1944 MAUTHAUSEN ERMORDET 23.4.1945                               | Via Caronni, 2 | Luigi Caronni wurde 1906 in Saronno geboren. Er führte einen Zeitungsladen und lebte gemeinsam mit seiner Mutter und seiner Schwester. Caronni war religiös, wurde sehr geschätzt und wurde allgemein als guter Mensch beschrieben. Er schloss sich dem Widerstand an und trat einer Partisaneneinheit der Brigate Garibaldi bei. Am 3. März 1944 wurde er verhaftet und im San-Vittore-Gefängnis von Mailand interniert, später in Bergamo. Von dort hätte er flüchten können, verzichtete jedoch, weil er niemanden Repressalien aussetzen wollte. Er wurde am 5. April 1944 in das KZ Mauthausen deportiert, der Transport langte drei Tage später, am 8. April 1944, dort an. Luigi Caronni bekam die Nummer 61595 und wurde zur Zwangsarbeit in einem Steinbruch eingeteilt. Er freundete sich mit dem Maler Aldo Carpi an, der Zeuge seines schmerzhaften Sterbens war. Luigi Caronni verlor sein Leben am 23. April 1945, kurz vor Befreiung des Konzentrationslagers. Eine Straße in Saronno trägt seinen Namen. Der Rotary Club von Saronno stiftete eine Gedenktafel. |

### Sesto Calende
In Sesto Calende wurden vier Stolpersteine an vier Stellen verlegt.
| Stolperstein | Verlegeort                                                                                               | Verlegeort                             | Name, Leben                                                                   |
| ------------ | --- | -------------------------------------- | ----------------------------------------------------------------------------- |
|              | HIER WOHNTE ATTILIO GALLI GEBOREN 1883 VERHAFTET 28.2.1944 DEPORTIERT FLOSSENBÜRG ERMORDET 27.12.1944    | Via Cavour Sesto Calende               | Attilio Galli (1883–1944)                                                     |
|              | HIER WOHNTE CARLO GAZZULLI GEBOREN 1887 VERHAFTET 2x.2.1944 DEPORTIERT DACHAU ERMORDET 4.12.1944         | Via Filippo Beltrami, 11 Sesto Calende | Carlo Gazzulli (1887–1944) Nach ihm ist eine Straße in Sesto Calende benannt. |
|              | HIER WOHNTE LEANDRO MATTEA GEBOREN 1914 VERHAFTET 5.8.1944 DEPORTIERT MAUTHAUSEN ERMORDET 26.4.1945 MELK | Via Roma Sesto Calende                 | Leandro Mattea (1914–1945)                                                    |
|              | HIER WOHNTE PIERO POLI GEBOREN 1921 VERHAFTET x.11.1944 DEPORTIERT DACHAU ERMORDET 4.12.1944             | Via sant'Anna Sesto Calende            | Piero Poli (1921–1944)                                                        |

### Solbiate Olona
In Solbiate Olona wurden zwei Stolpersteine an zwei Adressen verlegt.
| Stolperstein | Übersetzung | Verlegeort                          | Name, Leben               |
| ------------ | --- | ----------------------------------- | ------------------------- |
|              | HIER WOHNTE PIETRO GIROLA GEBOREN 1914 VERHAFTET 22.7.1943 DEPORTIERT 1943 DACHAU ERMORDET 9.4.1944                | Via Roma, 15 Solbiate Olona         | Pietro Girola (1914–1944) |
|              | HIER WOHNTE PIETRO MORONI GEBOREN 1906 VERHAFTET 19.7.1944 DEPORTIERT 1944 MAUTHAUSEN ERMORDET 6.3.1945 BUCHENWALD | Via Sant'Antonio, 66 Solbiate Olona | Pietro Moroni (1906–1945) |

### Somma Lombardo
In Somma Lombardo wurden vier Stolpersteine verlegt.
| Stolperstein | Verlegeort | Verlegeort                                               | Name, Leben                                                                  |
| ------------ | --- | -------------------------------------------------------- | ---------------------------------------------------------------------------- |
|              | IN SOMMA LOMBARDO WOHNTE ISAIA BIANCO GEBOREN 1927 VERHAFTET 13.3.1944 DEPORTIERT LINZ ERMORDET 25.7.1944        | Piazza Vittorio Veneto (Palazzo comunale) Somma Lombardo | Isaia Bianco (1927–1944) In Somma Lombardo ist eine Straße nach ihm benannt. |
|              | IN SOMMA LOMBARDO WOHNTE BRUNO COLOMBO GEBOREN 1926 VERHAFTET 12.3.1944 INTERNIERT IN FOSSOLI ERMORDET 12.7.1944 | Piazza Vittorio Veneto (Palazzo comunale) Somma Lombardo | Bruno Colombo (1926–1944)                                                    |
|              | IN SOMMA LOMBARDO WOHNTE ATTILIO GALLI GEBOREN 1883 DEPORTIERT FLOSSENBÜRG ERMORDET 27.12.1944                   | Piazza Vittorio Veneto (Palazzo comunale) Somma Lombardo | Attilio Galli (1883–1944)                                                    |
|              | IN SOMMA LOMBARDO WOHNTE CARLO GIUSEPPE EMILIO MOSSOLANI GEBOREN 1920 DEPORTIERT MAUTHAUSEN ERMORDET 25.7.1944   | Piazza Vittorio Veneto (Palazzo comunale) Somma Lombardo | Carlo Giuseppe Emilio Mossolani (1920–1944)                                  |

### Tradate
In Tradate wurden drei Stolpersteine an einer Adresse verlegt.
| Stolperstein | Übersetzung                                                                                          | Verlegeort              | Name, Leben |
| ------------ | --- | ----------------------- | --- |
|              | HIER WOHNTE ENZO LEVY GEBOREN 1922 VERHAFTET 12.11.1943 DEPORTIERT 1943 AUSCHWITZ BEFREIT            | Corso Paolo Bernacchi 2 | Enzo Levy wurde am 28. September 1922 in Verona geboren. Seine Eltern waren Edgardo Levy und Egle Segrè Levy. Er hatte eine Schwester, Eva Maria (geboren 1921). Die Familie lebte in Turin. Nach dem Inkrafttreten der italienischen Rassengesetze beschloss Familie Levy in die Schweiz zu flüchten. In Tradate versuchten sie Fluchthelfer für die Überquerung der Grenze zu finden, während dieser Zeit lebten sie im Haus der Familie Sternfeld in der Villa Truffini. Am 12. November 1943 wurde die Familie hier verhaftet. Sie waren fast vier Wochen im Mailänder Gefängnis, bis sie am 6. Dezember 1943 vom Gleis 21 des Mailänder Hauptbahnhofs mit dem Transport Nr. 5 in das Vernichtungslager Auschwitz deportiert wurden. Der Transport kam am 11. Dezember 1943 in Auschwitz an. Seine Mutter wurde unmittelbar nach der Ankunft in eine der Gaskammern ermordet. Enzo Levy und seine Schwester überstanden die Selektion und wurden zur Zwangsarbeit eingeteilt. Enzo bekam die Nummer 168007 und kam in das Arbeitslager Monowitz, eine Produktionsstätte für synthetischen Kautschuk, während seine Schwester Eva im Mädchenorchester von Auschwitz Geige spielen musste. Seine Schwester verlor am 6. Juni 1944 in Auschwitz, trotz ihrer privilegierten Stellung, ihr Leben. Enzo Levy konnte überleben und kehrte im Juni 1945 nach Turin zurück. Am 26. Dezember 1958 nahm er sich in Rom das Leben. Sein Vater überlebte die Shoah. Der Bahnhofsvorsteher von Tradate rettete ihn am Bahnhof vor der Deportation, indem er ihn dazu brachte, in den falschen Zug zu steigen. |
|              | HIER WOHNTE EVA MARIA LEVY GEBOREN 1921 VERHAFTET 12.11.1943 DEPORTIERT 1943 AUSCHWITZ ERMORDET 1944 | Corso Paolo Bernacchi 2 | Eva Maria Levy wurde am 13. September 1921 in Verona geboren. Ihre Eltern waren Edgardo Levy und Egle Segrè Levy. Sie hatte einen Bruder, Enzo (geboren 1922). Die Familie lebte in Turin. Nach dem Inkrafttreten der italienischen Rassengesetze beschloss Familie Levy in die Schweiz zu flüchten. In Tradate versuchten sie Fluchthelfer für die Überquerung der Grenze zu finden, während dieser Zeit lebten sie im Haus der Familie Sternfeld in der Villa Truffini. Am 12. November 1943 wurde die Familie hier verhaftet. Sie waren fast vier Wochen im Mailänder Gefängnis, bis sie am 6. Dezember 1943 vom Gleis 21 des Mailänder Hauptbahnhofs mit dem Transport Nr. 5 in das Vernichtungslager Auschwitz deportiert wurden. Der Transport kam am 11. Dezember 1943 in Auschwitz an. Ihre Mutter wurde unmittelbar nach der Ankunft in eine der Gaskammern ermordet. Die Geschwister überstanden die Selektion, wurden aber getrennt. Eva Maria Levy wurde als Geigerin in das Mädchenorchester von Auschwitz aufgenommen, ihr Bruder kam zur Zwangsarbeit in das Arbeitslager Monowitz. Ihr Bruder schafft es, ihr eine Nachricht zu schicken „Musik macht frei“. Als das Instrument, das ihr ihr Vater 1938 gekauft hatte, zerbricht, ist dies ihr Todesurteil. Eva Maria Levy verlor ihre Privilegien und verlor am 6. Juni 1944 ihr Leben in Auschwitz. Ihr Bruder konnte überleben, kehrte im Juni 1945 nach Turin zurück, nahm sich jedoch im Dezember 1958 das Leben. Auch ihr Vater überlebte, ein Bahnhofsvorsteher in Tradate rette ihn vor der Deportation, indem er ihn dazu brachte, in den falschen Zug zu steigen. Eva Maria Levys Geige wurde von ihrem Bruder gefunden und repariert, doch holte er das Instrument nie ab. Es gelangte in die Hände eines Sammlers, der die Geschichte der Geige erforschte. Als Violino della Shoah wurde sie berühmt. Sie befindet sich heute im Museo del Violino der Fondazione Antonio Stradivari in Cremona. Ein Buch erschien 2018, Il Violino di Auschwitz, geschrieben von Anna Lavatelli. |
|              | HIER WOHNTE EGLE SEGRÉ LEVY GEBOREN 1899 VERHAFTET 12.11.1943 DEPORTIERT 1943 AUSCHWITZ ERMORDET     | Corso Paolo Bernacchi 2 | Egle Segré Levy wurde am 10. Januar 1899 in Messina geboren. Ihre Eltern waren Gino Segré und Felicina Modena. Sie heiratete den Venedizianer Edgardo Levy, das Paar hatte zwei Kinder, beide geboren in Verona: Eva Maria (geboren 1921) und Enzo (geboren 1922). Nach dem Inkrafttreten der italienischen Rassengesetze beschloss Familie Levy in die Schweiz zu flüchten. In Tradate versuchten sie Fluchthelfer für die Überquerung der Grenze zu finden, während dieser Zeit lebten sie im Haus der Familie Sternfeld in der Villa Truffini. Am 12. November 1943 wurden sie hier verhaftet. Sie wurden zuerst fast vier Wochen im San-Vittore-Gefängnis in Mailand inhaftiert und von dort am 6. Dezember 1943 mit dem Transport Nr. 5 in das Vernichtungslager Auschwitz deportiert. Egle Segré Levy wurde unmittelbar nach der Ankunft des Transportes, am 11. Dezember 1943, in einer der Gaskammern ermordet. Die Kinder überstanden die Selektion und wurden zur Zwangsarbeit eingeteilt. Enzo kam in das Arbeitslager Monowitz, eine Produktionsstätte für synthetischen Kautschuk, während seine Schwester Eva im Mädchenorchester von Auschwitz Geige spielen musste. Sie verlor ihre Leben in der ersten Hälfte des Jahres 1944 in Auschwitz trotz ihrer privilegierten Stellung. Enzo Levy konnte überleben. Er kehrte im Juni 1945 nach Turin zurück, nahm sich jedoch im Dezember 1958 in Rom das Leben. Ihr Ehemann überlebte die Shoah. Der Bahnhofsvorsteher von Tradate rettete ihn am Bahnhof vor der Deportation, indem er ihn dazu brachte, in den falschen Zug zu steigen. Durch seine Meldung über das Verbrechen an seine Familie konnte ein Strafverfahren gegen eine Gruppe Soldaten eingeleitet werden. |

### Varese
In der Provinzhauptstadt Varese wurden vier Stolpersteine vor dem Palazzo Estense verlegt.
| Stolperstein | Übersetzung | Verlegeort                         | Name, Leben                       |
| ------------ | --- | ---------------------------------- | --------------------------------- |
|              | HIER WOHNTE CALOGERO MARRONE GEBOREN 1889 VERHAFTET 7.1.1944 DEPORTIERT DACHAU ERMORDET 15.2.1945                | Via Sacco (Palazzo Estense) Varese | Calogero Marrone (1889–1945)      |
|              | HIER WOHNTE MARIO MOLTENI GEBOREN 1900 VERHAFTET 2.4.1944 DEPORTIERT MAUTHAUSEN ERMORDET 9.3.1945 GUSEN          | Via Sacco (Palazzo Estense) Varese | Mario Molteni (1900–1945)         |
|              | HIER WOHNTE LUIGI MORELLINI GEBOREN 1911 VERHAFTET 20.1.1944 DEPORTIERT MAUTHAUSEN ERMORDET 6.4.1945 HINTERBRÜHL | Via Sacco (Palazzo Estense) Varese | Luigi Morellini (1911–1945)       |
|              | HIER WOHNTE ATTILIO PAOLO VERGANI GEBOREN 1896 VERHAFTET 2.4.1944 DEPORTIERT MAUTHAUSEN ERMORDET 9.3.1945 GUSEN  | Via Sacco (Palazzo Estense) Varese | Attilio Paolo Vergani (1896–1945) |

## Verlegedaten
Die Stolpersteine in dieser Provinz wurden von Gunter Demnig persönlich an folgenden Tagen verlegt:
- 19. Januar 2017: Tradate[27]
- 26. Januar 2019: Saronno (via Ramazzotti)[28]
- 26. Januar 2020: Saronno (via Caronni, 2)[13]
- 2. Juni 2021: Fagnano Olona[29]
- 27. Januar 2022: Solbiate Olona
- 9. April 2022: Induno Olona
- 22. April 2022: Cunardo
- 23. April 2022: Gallarate
- 28. April 2022: Luino
- 29. April 2022: Mesenzana
- 27. Januar 2023: Samarate, Sesto Calende, Varese
- 28. Januar 2023: Somma Lombardo
- 5. Mai 2023: Busto Arsizio